# Dorstenia lindeniana
Dorstenia lindeniana là một loài thực vật có hoa trong họ Moraceae. Loài này được Bureau mô tả khoa học đầu tiên năm 1873.